# 戈尔诺-阿尔泰苏维埃社会主义自治共和国

戈尔诺-阿尔泰苏维埃社会主义自治共和国在俄罗斯苏维埃联邦社会主义共和国的位置

戈尔诺-阿尔泰苏维埃社会主义自治共和国（羅馬化：Gorno-Altayskaya Avtonomnaya Sovetskaya Sotsialisticheskaya Respublika）是苏联俄罗斯苏维埃联邦社会主义共和国下的一个自治共和国。它于1922年6月1日作为奥伊罗特自治区成立，并于1948年1月7日升格为戈尔诺-阿尔泰自治州。它于1990年10月25日升格为戈尔诺-阿尔泰苏维埃社会主义自治共和国，并于1991年7月3日自行宣布升格为戈尔诺-阿尔泰苏维埃社会主义共和国，但未被承认。1992年3月31日，改名为阿尔泰共和国。首府为戈尔诺-阿尔泰斯克。该共和国大多数居民从事农业。该共和国与中华人民共和国接壤。